# Карбуница
Карбуница (мкд. Карбуница) је насеље у Северној Македонији, у западном делу државе. Карбуница припада општини Кичево.

## Географија
Насеље Карбуница је смештено у средишњем делу Северне Македоније. Од најближег већег града, Кичева, насеље је удаљено 8 km јужно.
Рељеф: Карбуница се налази у Доњекичевском крају, која обухвата средишњи део слика реке Треске. Село је положено изнад долине реке на северу и планине Баба Сач на југу. Надморска висина насеља је приближно 750 метара.
Клима у насељу је континентална.

## Становништво
Карбуница је према последњем попису из 2002. године имала 42 становника.
Већинско становништво су етнички Македонци (100%).
Претежна вероисповест месног становништва је православље.